# Dolores Richard Spikes
Pour les articles homonymes, voir Spikes.
Dolores Margaret Richard Spikes (24 août 1936 - 1er juin 2015) est une mathématicienne et administratrice universitaire américaine.

## Biographie
Née à Baton Rouge, Dolores Richard fréquente les écoles publiques et paroissiales de cette ville et, toujours dans sa ville natale, va à la Southern University où elle obtient son baccalauréat en mathématiques en 1957. Toujours à Southern, elle rencontre son futur mari, Hermon Spikes .
Elle poursuit ses études à l'Université de l'Illinois à Urbana-Champaign où elle obtient une maîtrise ès sciences en mathématiques, puis retourne en 1958 en Louisiane où elle épouse Spikes et commence à enseigner les sciences au lycée à Mossville, une petite communauté majoritairement noire près de Lake Charles.
En décembre 1971 (avec une thèse intitulée "Semi-Valuations and Groups of Divisibility") Dolores Spikes obtient un doctorat en mathématiques de l'Université d'État de Louisiane.
Dans les années 1980, à la Southern University, Spikes occupe divers postes administratifs - à partir de 1982 en tant qu'assistante du chancelier et, à la fin des années 80, elle est chancelière des campus de Baton Rouge et de la Nouvelle-Orléans de la Southern University. En 1987, elle est nommée au conseil d'administration de l'Institute of Educational Management de l'Université Harvard. En 1988, elle devient présidente de la Southern University et du A&M College System. Elle est non seulement la première femme à diriger un collège ou une université publique en Louisiane, mais également la première femme aux États-Unis à être administrateur en chef d'un système universitaire. Plus tard, Spikes devient le 11e président de l'Université du Maryland Eastern Shore, et sa première femme présidente, de 1996 à 2001.